# Coelidia bulbata
Coelidia bulbata är en insektsart som beskrevs av Nielson 1982. Coelidia bulbata ingår i släktet Coelidia och familjen dvärgstritar. Inga underarter finns listade i Catalogue of Life.